# Поремба
Поремба (пол. Poręba)  —  город  в Польше, входит в Силезское воеводство,  Заверценский повят.  Имеет статус городской гмины. Занимает площадь 40,04 км². Население — 8808 человек (на 2004 год).